# かんじきの戦い (1757年)

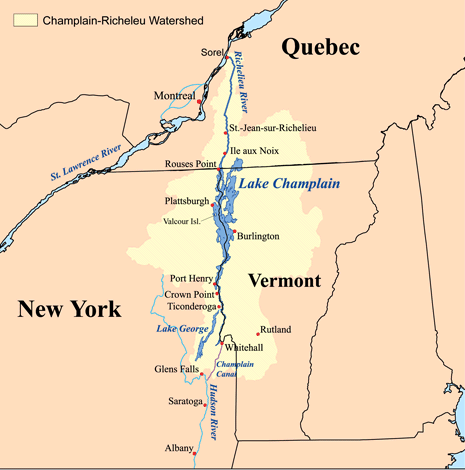
シャンプラン湖とジョージ湖の位置関係。ジョージ湖の北に、フランス軍が駐屯していたカリヨン砦（タイコンデロガ砦）が見える。

1757年のかんじきの戦い（1757ねんのかんじきのたたかい、1757 Battle on Snowshoes）は、フレンチ・インディアン戦争中の1757年1月21日に起きた、ロジャーズ・レンジャーズとフランス、インディアン同盟軍の小規模の戦闘である。ロジャーズ・レンジャーズの兵が、かんじきを履いていたためこの名がある。
ロバート・ロジャーズと兵たちは、1月21日に、シャンプラン湖に面したカリヨン砦で偵察遠征を行い、フランスの正規軍とヌーベルフランスの民兵、そしてインディアンによる混成軍を待ち伏せしていた。あたりが暗くなり始める頃、戦闘は終わり、両軍でそこそこの死傷者が出た。フランス側は、イギリス軍（ロジャーズ・レンジャーズ）はかんじきを履いていたため、雪の上の戦いにかなり有利であったと主張している。

## 戦闘に至るまで
1754年に、アメリカ大陸のイギリス植民地とフランス植民地との間で、この2つの辺境をめぐっての領土争いから、フレンチ・インディアン戦争が勃発し、翌1755年には、本国の正規兵を派遣するまでに白熱化して行った。1756年には、フランスは辺境地帯の戦いの大部分でイギリスに連勝した。この連勝中での、唯一の特筆すべき敗戦は、シャンプラン湖からのフランスの南進を阻止した1755年のジョージ湖の戦いである。サンフレデリック砦（現在のクラウンポイントの場所にあった砦）とカリヨン砦（イギリス人にとってのタイコンデロガ砦）を拠点に、フランスとインディアンの同盟軍は、ジョージ湖と、その上流のハドソン川への偵察と調査を行っていた。
イギリスの方は、インディアンとの同盟関係はさほどのものではなく、レンジャー（猟兵）の偵察力と情報収集能力に援助を仰いだ。これによりレンジャー組織が作られ、ロバート・ロジャーズが指揮官となり、最終的にはロジャーズ・レンジャーズとして知られるようになった。

## イギリスの偵察行動

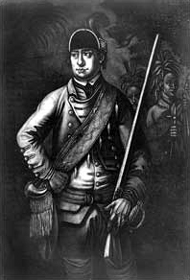
ロバート・ロジャーズの想像画

1757年の冬、ロジャーズと2，3のレンジャー部隊は、ジョージ湖の南端にあるウィリアム・ヘンリー砦と、ハドソン川上流のエドワード砦に駐屯していた。この2つの砦は、イギリス領ニューヨーク植民地と、ヌーベルフランスの間の境界を形成しており、主に第44歩兵連隊と第48歩兵連隊の部隊によって守られていた。
指揮官のロジャーズは、1月15日にエドワード砦から偵察遠征隊を率いて出発し、ウィリアム・ヘンリー砦に立ち寄って、物資と、かんじきと、人員の補充を受けた。1月17日、総勢86人の遠征隊はウィリアム・ヘンリー砦を出発し、氷結したジョージ湖を目指した。翌日、12人が負傷で帰還したが、それ以外の兵は北へ進軍を続けた。1月21日、彼らはシャンプラン湖岸の、カリヨン砦とサンフレデリック砦の中間点に到着した。フランス軍がソリを湖上に滑らせ、セントフレデリック砦を目指しているのを見て、ロジャーズは大佐のジョン・スタークと何人かの兵に、彼らを迎え撃つように言った。しかし、湖上のソリはかなりの数で、しかも、スタークの兵が、森に退却する前に敵に見つかってしまった。ソリはカリヨン砦の方向に向かっていた。ロジャーズの遠征隊はソリを追ったものの、ほとんどのフランス兵に逃げられてしまったが、7人の兵を捕虜にすることに成功した。

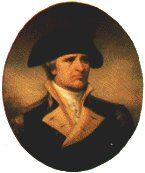
ジョン・スターク

ロジャーズは、捕虜のフランス兵から、フランスとインディアンの部隊がカリヨン砦に着いたばかりで、カリヨンとサンフレデリックの2つの砦で、正規兵が1,000人駐屯していることがわかった 。湖上を逃げて行ったそりの兵が、自分たちのことで警戒を強めているであろうとの懸念から、昨日野営したところに直ちに兵を戻した。ロジャーズと参謀たちは、ロジャーズの28の心得に基づき、行きと同じ道を通って戻ることをよしとしなかったが、この時はそれを変更せざるを得なかった、急を要したのと、雪が深く積もっているためだった。午後早い時間に彼らは野営地に戻って、休息をとり、そして南に向かった。
ロジャーズが迎え撃った物資護送団の指揮官ルイイは、カリヨン砦に戻り、駐屯部隊の隊長であるポール＝ルイ・ド・ルシニャンに警戒態勢を取らせた。ルシニャンの報告書によると、ラングドック連隊の90人の正規兵と、90人の民兵およびインディアンを、大尉のバスロードの指揮の下送り出したとある。インディアン兵の大半はオタワ族で、彼らの指揮は、ブラドック遠征の際の指揮官の一人であったシャルル・ミシェル・ド・ランラードに委ねられていた。

## 戦闘

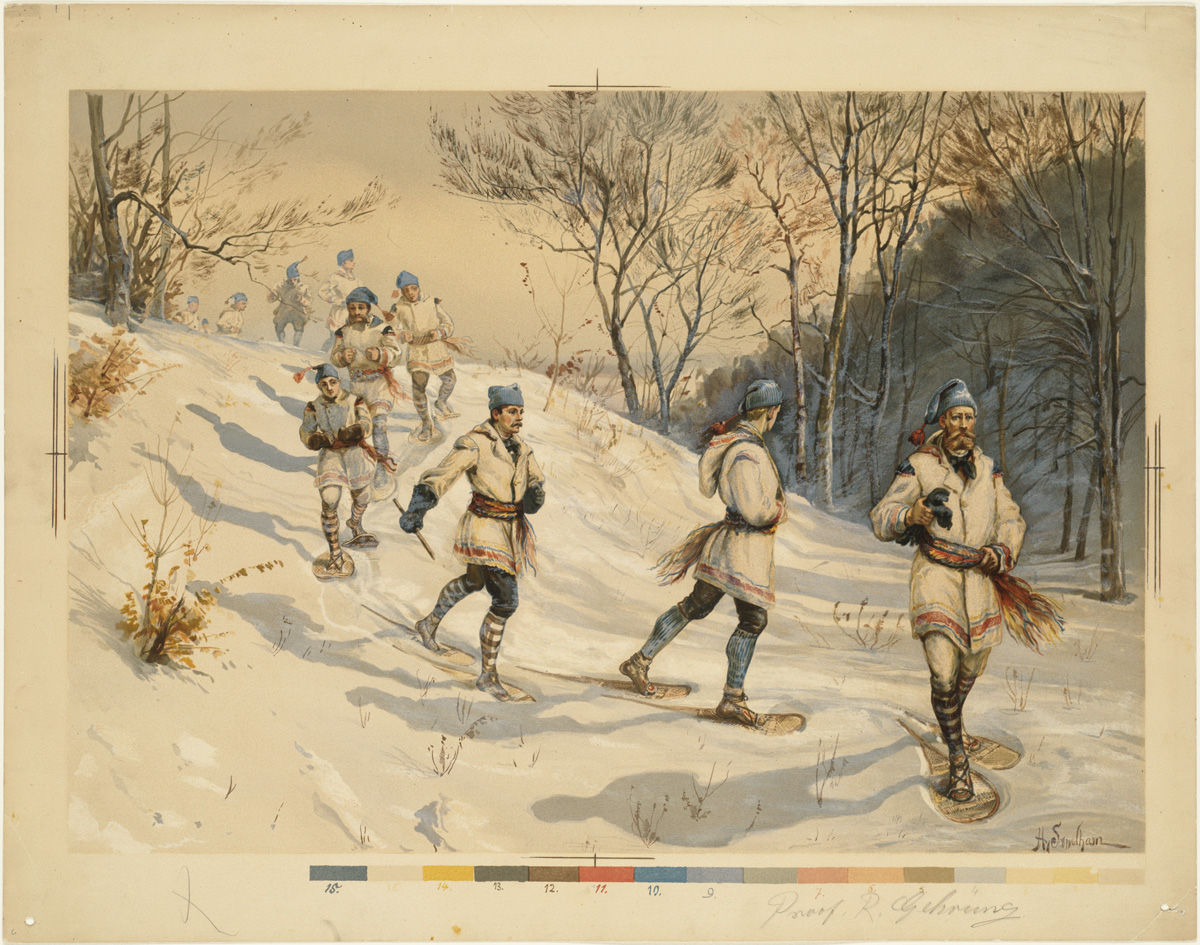
かんじきをつけた人々（19世紀）

ロジャーズの兵たちは待ち伏せの態勢に入った、ロジャーズ自身の見積もりによれば「敵兵は250人」だった 。奇襲の準備はほぼ完璧で、フランス軍のマスケット銃の火薬が湿って不発となるようなことがあれば、ロジャーズ・レンジャーズには願ったりかなったりだった。レンジャーズのしんがりを務めていた大佐のスタークが、自分の兵とともに高台に守備陣を張った、前線の兵が退却してきた時に援護射撃をするためのものだった。彼らが退いた後、ロジャーズは捕虜を殺すように命じた。そうしないと、兵が自由に動き回れなかったからである。
戦いは数時間続き、日没の直後、互いに相手の姿が見えなくなってから終わった。ロジャーズはこの戦闘で、頭と手の2箇所を負傷した。フランス側は、この時のフランス軍は不利な立場にあったと述べている、なぜならば、フランス軍はかんじきを履いておらず、「膝の深さまで積もった雪の中で、動きが取れなかった」 。あたりが暗くなり始めた頃、ロジャーズは6マイル（約10キロ）退却してジョージ湖に戻り、スタークと2人の兵を、ウィリアム・ヘンリー砦への援助に送りだした。1月23日、ロジャーズは、健康な兵48人と、負傷者6人とを連れてウィリアム・ヘンリー砦に戻った。

## 捕虜のその後と翌年の戦い
フランス軍のルイ＝アントワーヌ・ブーゲンヴィユは、戦闘中に捕虜となったロジャーズ・レンジャーズの兵から、イギリス軍の兵士や物資は、オールバニからウィリアム・ヘンリー砦に配備されていることを知った 。他のイギリスの捕虜は、インディアンの奴隷になった。2年近い奴隷生活を送り、ミシシッピー川まで移動させられ、1758年の11月に、オールバニにたどり着いたトマス・ブラウンは、自らの体験を生々しく綴った冊子を出版した。
また、このかんじきの戦いとほぼ同じ戦いが、翌年にも行われ、この戦闘でロジャーズは殺されかけ、レンジャーズの兵の多くが戦死した。

## 関連書籍
- Bearor, Bob (1997), Battle On Snowshoes, Bowie, MD: Heritage Books, OCLC 37299292
- Pajol, Charles Pierre Victor (1888) (French), Les guerres sous Louis XV, Volume 6, Paris: Firmin-Didot, OCLC 3161767
- Parkman, Francis (1884), Montcalm and Wolfe, OCLC 178405593. Multiple editions currently available.
- Zaboly, Gary S (2004), A True Ranger: The Life and Many Wars of Major Robert Rogers, Garden City Park, NY: Royal Blockhouse, ISBN 9780976170105, OCLC 61311390